# Illa de Bathurst
|  | Per a altres significats, vegeu «Illa de Bathurst (Austràlia)». |

L'illa de Bathurst (en anglès Bathurst Island) és una de les illes àrtiques que conformen l'arxipèlag de la Reina Elisabet, pertanyent al territori de Nunavut, al nord del Canadà.

## Geografia
Situada entre les illes d'Ellef Ringnes al nord, Devon i Cornwallis a l'est, Príncep de Gal·les al sud i Melville a l'oest, té una superfície estimada de 16.042 km², cosa que en fa la 54a illa més gran del món i la 13a del Canadà. No està habitada.
L'illa de Bathurst està a la part sud-oriental de l'arxipèlag de la Reina Elisabet, envoltada per illes per tots els costats: al sud, l'Príncep de Gal·les; a l'est, illa de Cornwallis, illa Petita de Cornwallis i illa Devon; a l'oest, illa Byam Martin i illa Melville; i, al nord, a l'extrem nord-oriental, molt properes i quasi paral·leles, el grup de l'illa Alexander, illa Massey, illa Vanier i illa Cameron; i a la part nord-oriental, les petites illa Helena, illes Hesken i illa Sherard Osborn. Té una superfície estimada de 16.042 km², cosa que en fa la 54a illa més gran del món i la 13a del Canadà.
L'illa té una forma força irregular, amb una llargada en direcció E-O d'uns 160 km i, en sentit N-S, d'uns 190 km. Un marcat entrant a la costa occidental —la badia Grahan Moore, que discorre en direcció E-O divideix l'illa quasi en dues parts, deixant un petit istme de tan sols uns 26 km. Per la seva banda, el sector septentrional està dividit en tres parts degut a l'existència de dos grans entrants en direcció N-S, l'Erskine Inlet i el May Inlet.
L'illa és de terreny baix, amb poques parts que superin els 330 m d'altitud. Les bones condicions del sòl hi produeixen una vegetació abundant i afavoreixen la presència d'una fauna més prolífica que en altres illes àrtiques.
A Bathurst hi ha la reserva nacional de la vida salvatge de Polar Bear Pass (literalment, el Pas de l'Ós Polar) i s'està projectant de fer-hi el parc nacional de Tuktusiuqvialuk.
Durant les dècades del 1960 i 1970 hi va estar situat el pol Nord magnètic, que s'ha anat desplaçant cap al nord, i actualment se situa prop de l'illa d'Ellesmere.

## Història
A Bathurst hi van viure tribus natives del poble thule pels volts de l'any 1000 aC, segurament en una època en què el clima hi era més favorable que no pas ara. Els occidentals van tenir coneixement de l'illa arran del seu descobriment per part de Sir William Parry el 1819, i fou batejada en honor de Henry Bathurst, tercer comte de Bathurst, secretari d'estat britànic per a la guerra i les colònies de 1812 a 1827.

## Fauna
L'illa de Bathurst està situada en una de les regions més seques del món, El nord de l'illa és un desert polar on la neu pot caure qualsevol mes de l'any. En el seu clima dur hi ha una de les poblacions més grans de la subespècie de caribú de Peary la qual està però amenaçada d'extinció. També hi ha poblacions de bou mesquer que es troben entre les poblacions més importants de l'Àrtida.
Altres mamífers són l'os polar, les foques àrtiques, les morses, les balenes beluga, foques anellades i ocasionalment el narval. També són freqüents les oques i els mussols àrtics.